# Dvärgstritar
Dvärgstritar (Cicadellidae) är en familj i insektsordningen halvvingar som hör till underordningen stritar. Familjen innehåller omkring 20 000 kända arter över hela världen. I Sverige finns cirka 300 arter.
Dvärgstritar uppvisar stor variation i utseende och färg, men ett gemensamt och utmärkande drag gentemot andra stritfamiljer är att bakbenens skenben är försedda med längsgående rader av kraftiga hår. Längden för de flesta arter är mellan 2 och 10 millimeter.
Dvärgstritar har liksom andra halvvingar ofullständig förvandling och genomgår utvecklingsstadierna ägg, nymf och imago. De lever på växtsaft som de suger ut ur olika växtdelar. Några dvärgstritar är kända som skadeinsekter på odlade grödor, bland annat på korn och potatis.